# Clan of Amazons

Clan of Amazons (繡花大盜, le Bandit brodeur) est un film hongkongais réalisé par Chu Yuan et sorti en 1978 . 
Comme souvent pour les films de cette période de la carrière du réalisateur, il s'agit d'une adaptation d'un roman de Gu Long,  Xìuhuā Dàdào (cycle de Lu Xiao-feng).

## Histoire
Plusieurs cambriolages spectaculaires sont commis par un mystérieux hors-la-loi surnommé "le bandit brodeur", probablement lié à la mystérieuse organisation secrète féminine des "chaussons rouges" ; mais s'agit-il réellement d'un homme, ou d'une femme travestie pour brouiller les pistes? 
Venant en aide au commissaire Jin Jui-ling chargé de l'affaire, le séduisant Lu Xiao-feng va mener sa propre enquête, secondé par sa petite amie et fiancée putative Xue Bing.

## Fiche technique
- Titre original : Clan of Amazons - 繡花大盜
- Réalisation : Chu Yuan
- Scénario : Chu Yuan, d'après l'oeuvre de Gu Long
- Photographie : Huang Chieh
- Chorégraphie des combats : Tang Chia, Huang Pei-chi
- Société de production : Shaw Brothers
- Pays d'origine : Hong Kong
- Langue originale : mandarin
- Format : Couleurs - 2,35:1 - Mono - 35 mm
- Genre : wuxiapian
- Durée : 88 min
- Date de sortie : 1978

## Distribution
- Liu Yung : Lu Xiao-feng, un dilettante expert en arts martiaux et en jupons
- Ling Yun : le commissaire Jin Jui-ling, un fonctionnaire de police, expert en arts martiaux
- Ching Li : Xue Bing, l'héritière d'un clan martial du mont Hua, plus ou moins fiancée à Lu Xia-feng
- Yueh Hua : Hua Man-lou, un aveugle aux sens en alerte
- Hsu Hsao-chiang : Jiang Chong-wei, un fonctionnaire impérial expert en arts martiaux
- Chen Ma-no : Gong Sun-lan, une dame pratiquant les arts martiaux
- Shih Szu : une jeune fille pratiquant les arts martiaux
- Hui Ying-hung : une jeune fille pratiquant les arts martiaux
- Yang Chih-ching : Chang Man-tian
- Ouyang Sha-fei : madame Xue, une experte en arts ménagers
- Ching Miao : un ami de Lu Xiao-feng
- Yuen Wah : Diable-Noir
- Tsang Choh-lam : un serveur